# Metarbela distincta
Metarbela distincta is een vlinder uit de familie van de Metarbelidae. De wetenschappelijke naam van deze soort is voor het eerst gepubliceerd in 1922 door Ferdinand Le Cerf.
Deze soort komt voor in Kenia.